# Grand Prix Švýcarska 1982
Grand Prix Švýcarska 1982 (oficiálně XVI. Grosser Preis der Schweiz) se jela na okruhu Dijon-Prenois v Dijonu ve Francii dne 29. srpna 1982. Závod byl čtrnáctým v pořadí v sezóně 1982 šampionátu Formule 1.

## Kvalifikace
| Poř.   | No. | Jezdec             | Konstruktér     | Časy v kvalifikaci | Časy v kvalifikaci | Ztráta |
| Poř.   | No. | Jezdec             | Konstruktér     | Q1                 | Q2                 | Ztráta |
| ------ | --- | ------------------ | --------------- | ------------------ | ------------------ | ------ |
| 1      | 15  | Alain Prost        | Renault         | 1:01.380           | 1:07.902           | —      |
| 2      | 16  | René Arnoux        | Renault         | 1:01.740           | 1:07.554           | +0.360 |
| 3      | 2   | Riccardo Patrese   | Brabham-BMW     | 1:02.997           | 1:02.710           | +1.330 |
| 4      | 8   | Niki Lauda         | McLaren-Ford    | 1:02.984           | Bez času           | +1.604 |
| 5      | 22  | Andrea de Cesaris  | Alfa Romeo      | 1:03.023           | 1:04.205           | +1.643 |
| 6      | 1   | Nelson Piquet      | Brabham-BMW     | 1:03.366           | 1:03.183           | +1.803 |
| 7      | 5   | Derek Daly         | Williams-Ford   | 1:04.238           | 1:03.291           | +1.911 |
| 8      | 6   | Keke Rosberg       | Williams-Ford   | 1:03.589           | 1:03.783           | +2.209 |
| 9      | 23  | Bruno Giacomelli   | Alfa Romeo      | 1:03.776           | 1:04.711           | +2.396 |
| 10     | 27  | Patrick Tambay     | Ferrari         | 1:03.896           | Bez času           | +2.516 |
| 11     | 7   | John Watson        | McLaren-Ford    | 1:03.995           | 1:04.711           | +2.615 |
| 12     | 3   | Michele Alboreto   | Tyrrell-Ford    | 1:04.069           | 1:04.102           | +2.689 |
| 13     | 26  | Jacques Laffite    | Ligier-Matra    | 1:04.087           | 1:04.897           | +2.707 |
| 14     | 29  | Marc Surer         | Arrows-Ford     | 1:04.928           | 1:05.158           | +3.548 |
| 15     | 11  | Elio de Angelis    | Lotus-Ford      | 1:04.967           | 1:05.437           | +3.587 |
| 16     | 25  | Eddie Cheever      | Ligier-Matra    | 1:05.162           | 1:05.001           | +3.621 |
| 17     | 31  | Jean-Pierre Jarier | Osella-Ford     | 1:05.179           | 1:05.318           | +3.799 |
| 18     | 4   | Brian Henton       | Tyrrell-Ford    | 1:05.877           | 1:05.391           | +4.011 |
| 19     | 14  | Roberto Guerrero   | Ensign-Ford     | 1:05.422           | 1:05.395           | +4.015 |
| 20     | 9   | Manfred Winkelhock | ATS-Ford        | 1:05.451           | 1:06.139           | +4.071 |
| 21     | 35  | Derek Warwick      | Toleman-Hart    | 1:05.927           | 1:05.877           | +4.497 |
| 22     | 17  | Rupert Keegan      | March-Ford      | 1:06.632           | 1:06.011           | +4.631 |
| 23     | 36  | Teo Fabi           | Toleman-Hart    | 1:06.017           | 1:06.102           | +4.637 |
| 24     | 18  | Raul Boesel        | March-Ford      | 1:06.781           | 1:06.136           | +4.756 |
| 25     | 10  | Eliseo Salazar     | ATS-Ford        | 1:06.297           | 1:06.168           | +4.788 |
| 26     | 12  | Nigel Mansell      | Lotus-Ford      | 1:06.430           | 1:06.211           | +4.831 |
| 27     | 20  | Chico Serra        | Fittipaldi-Ford | 1:06.590           | 1:06.339           | +4.959 |
| 28     | 33  | Tommy Byrne        | Theodore-Ford   | 1:06.990           | 1:08.118           | +5.610 |
| 29     | 30  | Mauro Baldi        | Arrows-Ford     | 1:07.836           | 1:08.314           | +6.456 |
| Zdroj: |     |                    |                 |                    |                    |        |

## Závod
| Poř.   | No. | Jezdec             | Konstruktér     | Počet kol | Čas/Odstoupení | Pořadí na startu | Body |
| ------ | --- | ------------------ | --------------- | --------- | -------------- | ---------------- | ---- |
| 1      | 6   | Keke Rosberg       | Williams-Ford   | 80        | 1:32:41.087    | 8                | 9    |
| 2      | 15  | Alain Prost        | Renault         | 80        | + 4.442        | 1                | 6    |
| 3      | 8   | Niki Lauda         | McLaren-Ford    | 80        | + 1:00.343     | 4                | 4    |
| 4      | 1   | Nelson Piquet      | Brabham-BMW     | 79        | + 1 kolo       | 6                | 3    |
| 5      | 2   | Riccardo Patrese   | Brabham-BMW     | 79        | + 1 kolo       | 3                | 2    |
| 6      | 11  | Elio de Angelis    | Lotus-Ford      | 79        | + 1 kolo       | 15               | 1    |
| 7      | 3   | Michele Alboreto   | Tyrrell-Ford    | 79        | + 1 kolo       | 12               |      |
| 8      | 12  | Nigel Mansell      | Lotus-Ford      | 79        | + 1 kolo       | 26               |      |
| 9      | 5   | Derek Daly         | Williams-Ford   | 79        | + 1 kolo       | 7                |      |
| 10     | 22  | Andrea de Cesaris  | Alfa Romeo      | 78        | + 2 kola       | 5                |      |
| 11     | 4   | Brian Henton       | Tyrrell-Ford    | 78        | + 2 kola       | 18               |      |
| 12     | 23  | Bruno Giacomelli   | Alfa Romeo      | 78        | + 2 kola       | 9                |      |
| 13     | 7   | John Watson        | McLaren-Ford    | 77        | + 3 kola       | 11               |      |
| 14     | 10  | Eliseo Salazar     | ATS-Ford        | 76        | + 4 kola       | 25               |      |
| 15     | 29  | Marc Surer         | Arrows-Ford     | 76        | + 4 kola       | 14               |      |
| 16     | 16  | René Arnoux        | Renault         | 75        | Vstřikování    | 2                |      |
| Ret    | 25  | Eddie Cheever      | Ligier-Matra    | 70        | Zacházení      | 16               |      |
| Ret    | 9   | Manfred Winkelhock | ATS-Ford        | 55        | Šasi           | 20               |      |
| Ret    | 31  | Jean-Pierre Jarier | Osella-Ford     | 44        | Motor          | 17               |      |
| Ret    | 26  | Jacques Laffite    | Ligier-Matra    | 33        | Zacházení      | 13               |      |
| Ret    | 36  | Teo Fabi           | Toleman-Hart    | 31        | Motor          | 23               |      |
| Ret    | 18  | Raul Boesel        | March-Ford      | 31        | Únik vody      | 24               |      |
| Ret    | 17  | Rupert Keegan      | March-Ford      | 25        | Smyk           | 22               |      |
| Ret    | 35  | Derek Warwick      | Toleman-Hart    | 24        | Motor          | 21               |      |
| Ret    | 14  | Roberto Guerrero   | Ensign-Ford     | 4         | Motor          | 19               |      |
| DNS    | 27  | Patrick Tambay     | Ferrari         |           | Nezdraví       | 10               |      |
| DNQ    | 20  | Chico Serra        | Fittipaldi-Ford |           |                |                  |      |
| DNQ    | 33  | Tommy Byrne        | Theodore-Ford   |           |                |                  |      |
| DNQ    | 30  | Mauro Baldi        | Arrows-Ford     |           |                |                  |      |
| Zdroj: |     |                    |                 |           |                |                  |      |

## Průběžné pořadí po závodě
Pohár jezdců
| Pořadí | Jezdec        | Body |
| ------ | ------------- | ---- |
| 1      | Keke Rosberg  | 42   |
| 2      | Didier Pironi | 39   |
| 3      | Alain Prost   | 31   |
| 4      | John Watson   | 30   |
| 5      | Niki Lauda    | 30   |
| Zdroj: |               |      |

Pohár konstruktérů
| Pořadí | Konstruktér   | Body |
| ------ | ------------- | ---- |
| 1      | Ferrari       | 64   |
| 2      | McLaren-Ford  | 60   |
| 3      | Williams-Ford | 55   |
| 4      | Renault       | 50   |
| 5      | Lotus-Ford    | 30   |
| Zdroj: |               |      |